# 1994 în informatică
- 1993 în informatică — 1994 în informatică — 1995 în informatică

1994 în informatică a însemnat o serie de evenimente noi notabile:

## Premiul Turing
- Edward Feigenbaum și Raj Reddy